# 拉特雷阿蒙的阴谋
拉特雷阿蒙的阴谋（法語：Le complot de Latréaumont），以事件主要策划者吉勒·杜哈梅尔·德·拉特雷阿蒙的名字命名，是一桩阴谋反对法国国王路易十四的叛乱活动。阴谋的计划是：在诺曼底煽动独立并建立一个共和国，等王太子路易到诺曼底狩猎的时候将他作为人质。1674年，被Jean Charles du Cauzé de Nazelle告发，加布里埃尔·尼古拉斯·德·拉·雷尼展开抓捕，这些人中贵族斩首，平民被吊死。

## 参与者
- 吉勒·杜哈梅尔·德·拉特雷阿蒙
- 路易·德·罗昂